# コルマール
コルマール（フランス語: Colmar, ドイツ語: Colmar）は、フランス東部、グラン・テスト地域圏のコミューンである。オー＝ラン県の県庁所在地。ストラスブールから南へ30kmほどの場所にある。コルマルと記載されることもある。
主な産業は電気機器、電機部品製造、製薬業。

## 歴史

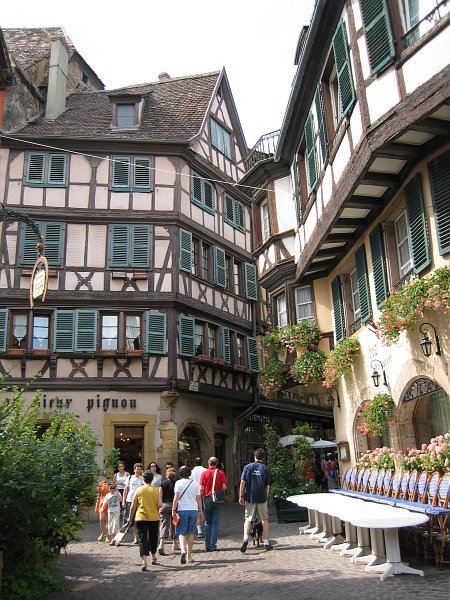
旧市街の街並

コルマールはかつて現在のドイツを中心とする神聖ローマ帝国自由都市であり、歴史ある街である。
コルマールに触れた最古の文献は823年、カロリング朝の国王荘館（Königshof）に触れたものであるが、国王荘館はメロヴィング王国時代にまで遡る。文献ではコルンバリウム（Columbarium、ラテン語で鳩小屋の意）として言及されている。カール肥満王（Karl der Dicke）の治下、884年帝国会議（Reichsversammlung）が開かれた。重要な街道の交差点であり、またイル川を利用した水運のおかげでホーエンシュタウフェン王朝期に発展した。フリードリヒ1世は当地に4回滞在している。フリードリヒ2世治下には帝国都市（Reichsstadt）とされ、1226年には初めて「civitas」（都市）と言及されている。帝国代官ヴェルフェリン・フォン・ハーゲナウ（Wölfelin von Hagenau）は市壁の建設を行わせた。1255年ヴィルヘルム・フォン・ホラント王（König Wilhelm von Holland）はすべての都市権（alle städtischen Rechte und Freiheiten）を承認した。13世紀都市市民と貴族が長期にわたって敵対し争った。世紀後半市域は急速に拡大した。1278年 15月29日ルドルフ・フォン・ハプスブルクはドイツ語による自由都市証（Freiheitsbrief）を授与した。アドルフ・フォン・ナッサウ王（König Adolf von Nassau）は自治権を承認し、1293年にはこれを拡大した。
14世紀都市市民と貴族の闘争は激しさを増した。1331年 独裁制が導入され、1358年には貴族の最後の叛乱が鎮圧された。13世紀末以降登場していたが、ツンフトが市の政治をリードする。職人（親方と徒弟の間の身分）の組織化も行われる。15世紀末から20年近くもパン職人の闘争が続いたが、その契機となったのは、「聖体節への職人参加の権利をめぐって、コルマール市当局と教会と兄弟団（パン職人）とのあいだで争われた」ことであった。「司祭たちは職人の参加を拒否し」「これに対する職人たちの反抗的行動が裁判沙汰となり」「延々と紛争は続いた」。最終的には、「判決は職人側の決定的な勝利を告げた」。1356年に20を数えたツンフトは、1521年には10にまで減少した。中世末期経済的に大いに発展したが、その中心的役割を担ったのはワインの製造・販売である。商業の中心は、1370年に初めて言及された「カウフハウス」（Kaufhaus）で、1480年建設の建物は現存する。
この町で編まれた『コルマル編年誌』には、「物価に関する多数のデータとそれに説明を加える叙述」や「女性に対する司牧の問題に関して」「極めて生き生きとした叙述」が見られる。
1354年にアルザス10都市が結んだ「十都市同盟」にも、コルマールは参加している。この同盟の目的は、帝国都市としての権益と自由を擁護することにあった。17世紀後半、アルザス地方がドイツ圏からフランス王国に割譲されるとともに、ドイツ文化圏のコルマールはフランス領アルザスの一都市となった。
フランス革命後、1791年の旧地方区分廃止と県の設置に伴い、コルマールはオー＝ラン県の県庁所在地となった。普仏戦争でフランスがプロイセンに敗北した後、1871年アルザスはドイツ帝国に割譲され、コルマールはドイツ領エルザス＝ロートリンゲン州の一部となった。
1918年にフランスは再びコルマールを自国領に編入した。第二次世界大戦で1941年フランスがドイツに降伏すると、コルマールはバーデン＝アルザス大管区に編入された。同地はドイツ国土の一部とされ、1942年にはドイツ国防軍がコルマールに進駐した。コルマールに連合軍が進駐したのは1945年2月である。（コルマールの戦い）

## 交通
鉄道もあるが、貨物や長距離利用が主である。市周辺の移動には、乗用車やバスが良く使われる。バスは、前払い制で切符を購入する。切符一枚で終点まで乗ることができ、時間内なら乗り換えも出来る。中心部付近では自転車での移動も便利である。

## 観光
コルマールの旧市街には中世からルネサンスの街並みがよく保存されている。またウンターリンデン美術館にはドイツ中世絵画のマティアス・グリューネヴァルトの『イーゼンハイム祭壇画』をはじめとする中世絵画および工芸品が展示されている。また自由の女神像などを製作した彫刻家フレデリック・オーギュスト・バルトルディはコルマールの出身であり、その生家は現在記念館となっている。

## 日本とのかかわり

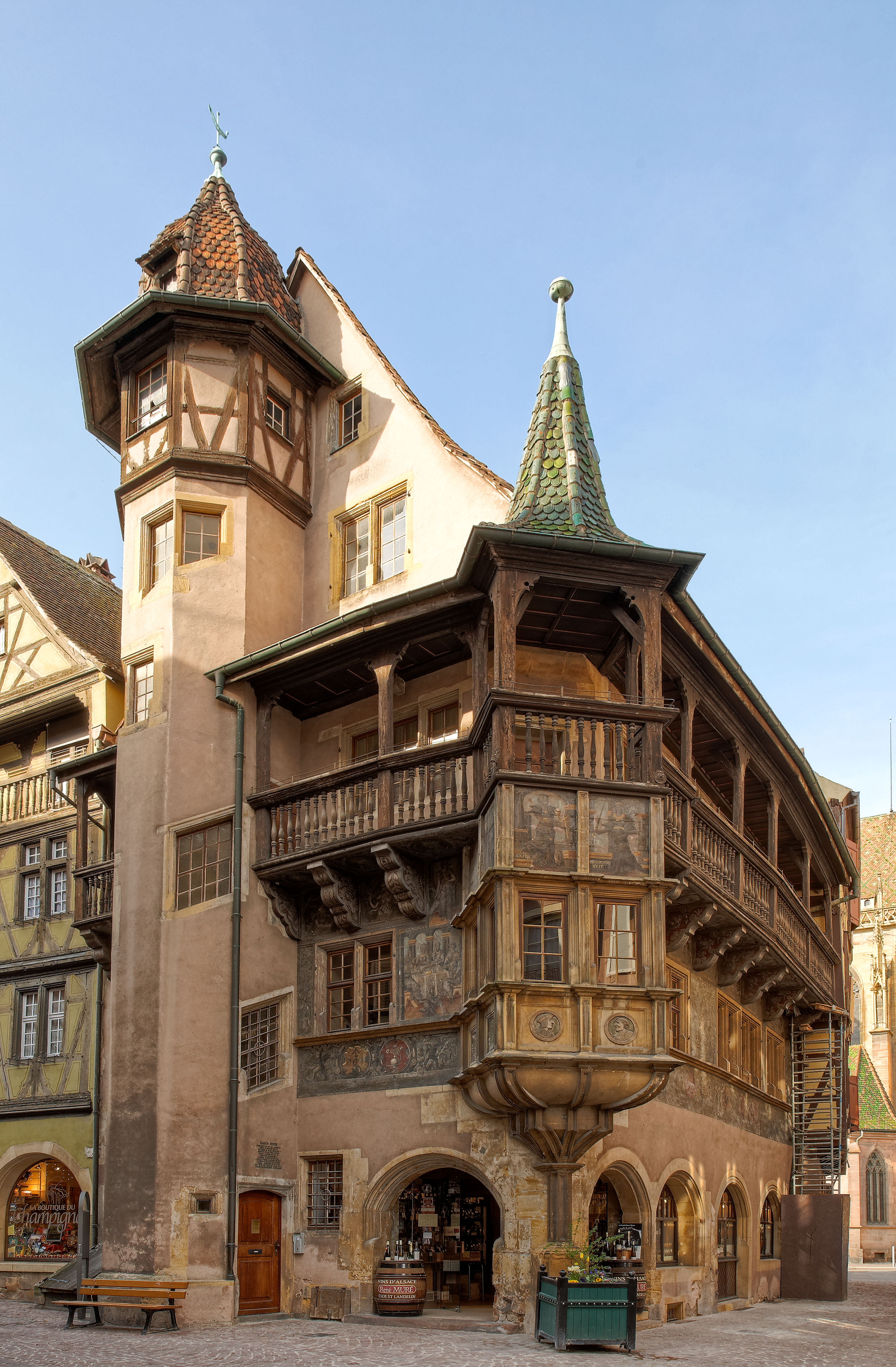
プフィスタの家

古くは明治維新以降、生地のプリント技術で欧州随一の地位にあったアルザス地方と、特に関西圏の繊維業者が近代繊維産業の確立に先立ち、こぞって交流があった。
1960年代以降、アルザスからドイツ国境を越え場所にあるデュッセルドルフなどが日本企業の進出地として知られるようになるが、1980年代以降になると、フランスのコルマールを中心とするアルザス地方が誘致する形で、リコーはじめ多くの日本の大企業が進出するようになった。このため転勤による日本人住民も比較的多い。
日本人児童は現地の学校に編入するのが主であるが、学校側も昔よりは受け入れ慣れしてきているほか、教育面でのサポートとしてコルマール補習校があり、週一で日本の教育を受けることも出来る。また、郊外の村キンツハイム（fr:Kientzheim）には2005年（平成17年）まで、在外教育施設であるアルザス成城学園（中等部・高等部）があった。
英国オックスフォード大学院留学中であった浩宮徳仁親王と、ハーバード大学在学中であった小和田雅子が、1984年（昭和59年）9月に、同地で落ち合い会っていたと一部マスコミ記事で報じられたことがある場所でもある。但しコルマールでの二人の出会いは公式には認められていない。
東京発の店鋪からパリに"逆進出"したパティシエのピエール・エルメも、この地の出身。
スタジオジブリが製作したアニメーション映画『ハウルの動く城』の冒頭に描かれた町並みはフランスのアルザスにロケハンしたもので、特に1537年に建てられたルネッサンス建築の『プフィスタの家』はそのままに描かれている。
また、コミックや同名のアニメ作品『ご注文はうさぎですか?』の舞台のモデルになった都市でもある。
岐阜県高山市は2014年に経済・観光協力協定を結んだ。

## 姉妹都市
コルマールは以下の都市と姉妹都市締結を行っている：
- アビンドン（イギリス）
- アイゼンシュタット（オーストリア）
- ジェール（ハンガリー）
- ルッカ（イタリア）
- プリンストン（アメリカ合衆国）
- ショーンガウ（ドイツ）
- シント＝ニクラース（ベルギー）
- 高山市（日本国 中部地方 岐阜県）
  - 2014年（平成26年）11月7日[13]

## 出身者
- マルティン・ショーンガウアー - エングレービング版画家